# Giuseppina Aliverti
Giuseppina Aliverti (Somma Lombardo, 4 dicembre 1894 – Napoli, 10 giugno 1982) è stata una geofisica italiana.

## Biografia
Si laureò in fisica all'Università di Torino, nel 1919, specializzandosi nella fisica terrestre. Presso la stessa Università fu assistente di Alfredo Pochettino e professore incaricato negli anni '20 e '30. Nel 1937, si trasferì a Pavia, dove diresse (1937-1950) l'Osservatorio geofisico di Pavia e nel 1949 a Napoli, dove dal 1950 insegnò meteorologia all'Istituto Universitario Navale.
Nel 1964 fu nominata socio corrispondente dell'Accademia Nazionale dei Lincei.
È ricordata con il fisico Giuseppe Lovera per il metodo Aliverti-Lovera di misurazione della radioattività delle acque.

## Opere
- Lezioni di fisica terrestre: parte I, Meteorologia, Torino, Levrotto e Bella, 1946.
- Esercitazione di Fisica Pratica, Milano, Manuale Hoepli, 1960.
- Lezioni di Meteorologia e Oceanografia, Napoli, Liguori Editore, 1962.